# Orvanne (Seine-et-Marne)
Orvanne ist eine ehemalige Gemeinde in der Île-de-France, die kurzzeitig vom 1. Januar 2015 bis zum 1. Januar 2016 bestand. Die Gemeinde gehörte zum Département Seine-et-Marne und zum Arrondissement Fontainebleau. Sie hatte am 1. Januar 2013 6777 Einwohner.

## Historische Entwicklung
Sie entstand durch die Zusammenlegung von Écuelles und Moret-sur-Loing am 1. Januar 2015. Diese bisher eigenständigen Gemeinden wurden in Communes deleguées umgewandelt.
Mit Wirkung vom 1. Januar 2016 wurde Orvanne mit Épisy und Montarlot zur Commune nouvelle Moret Loing et Orvanne zusammengelegt.
Mit Wirkung vom 1. Januar 2017 wurde die Commune nouvelle erweitert und auf die Schreibweise Moret-Loing-et-Orvanne geändert.

## Geografie
Diese sind umgeben von den Ortschaften
- Saint-Mammès, Vernou-la-Celle-sur-Seine und La Grande-Paroisse im Norden,
- Varennes-sur-Seine und Montarlot im Osten,
- Villecerf und Épisy im Süden,
- Montigny-sur-Loing im Südwesten,
- Fontainebleau im Westen.